# 1958年の宝塚歌劇公演一覧
本項目では、1958年の宝塚歌劇公演一覧（1958ねんのたからづかかげきこうえんいちらん）について示す。

## 一覧
（）内は、作者または演出者名。

### 宝塚公演

#### 月組
- 1月1日 - 1月29日　宝塚大劇場
  - 『寿初春絵巻』（菅沼潤　構成・演出）
  - 『恋人よ我に帰れ』（白井鐵造）

#### 星組
- 2月1日 - 2月27日　宝塚大劇場
  - 『恋人よ我に帰れ』（白井鐵造）
  - 『花詩集』（白井鐵造）

#### 雪組
- 3月1日 - 3月24日　宝塚大劇場
  - 『第六の地球』（飯沢匡　作、内海重典　脚本・演出）
  - 『白夜に帰る』（矢代静一　作、内海重典　演出）

#### 花組
- 3月26日 - 4月29日　宝塚大劇場
  - 『淀君』（白井鐵造　脚本・演出）
  - 『花の中の子供たち』（高木史朗）

#### 月組
- 5月1日 - 5月30日　宝塚大劇場
  - 『修禅寺物語』（平井正一郎）
  - 『花の中の子供たち』（高木史朗）

#### 星組
- 6月1日 - 6月30日　宝塚大劇場
  - 『光明皇后(宝塚歌劇)』（平田都　作、春日野八千代　演出）
  - 『ハイ・ティーン』（内海重典）

#### 花組
- 7月2日 - 7月30日　宝塚大劇場
  - 『舞踊一代<天津乙女舞踊40年記念>』（二世西川鯉三郎構成、内海重典　構成・演出）
  - 『三つのワルツ』（白井鐵造）

#### 雪組
- 8月1日 - 8月31日　宝塚大劇場
  - 『鯨(宝塚歌劇)』（郷土芸能研究会　構成、渡辺武雄　演出、川井秀幸　脚本）
  - 『花の饗宴(うたげ)』（高木史朗）
- 主な楽曲
  - 望郷の琵琶歌(花の饗宴)

#### 星組
- 9月2日 - 9月29日　宝塚大劇場
  - 『白い山吹』（有吉佐和子　作、春日野八千代　構成・演出）
  - 『花の饗宴』（高木史朗）

#### 月組
- 10月1日 - 10月30日　宝塚大劇場
  - 『秋の踊り<日本の旋律>』（内海重典　構成・演出、渡辺武雄　構成）
  - 『青い珊瑚礁』（内海重典）

#### 雪組
- 11月1日 - 11月30日　宝塚大劇場
  - 『秋の踊り<日本の旋律>』（内海重典　構成・演出、渡辺武雄　構成）
  - 『戯れに恋はすまじ』（高木史朗）

#### 花・月・雪組合同
- 12月2日 - 12月26日　宝塚大劇場
  - 『恋文太平記』（平井正一郎）
  - 『カレンダー・ガールス』（横澤英雄　構成・演出）

### 東京公演

#### 花組
- 1月1日 - 1月29日　東京宝塚劇場
  - 『高校三年生』（内海重典）
  - 『花の狸御殿』（高木史朗）

#### 星組
- 3月29日 - 4月29日　東京宝塚劇場
  - 『恋人よ我に帰れ』（白井鐵造）
  - 『花詩集』（白井鐵造）

#### 雪組
- 5月31日 - 6月29日　東京宝塚劇場
  - 『宝塚花絵巻』（白井鐵造　構成・演出）
  - 『望郷<白夜に帰る・改題>』（矢代静一　作、内海重典　演出）

#### 月組
- 8月2日 - 8月31日　東京宝塚劇場
  - 『ブロードウェイ・シンデレラ』（高木史朗）
  - 『花の中の子供たち』（高木史朗）

#### 花組
- 10月1日 - 10月27日　東京宝塚劇場
  - 『舞踊一代』（二世西川鯉三郎構成、内海重典　構成・演出）
  - 『三つのワルツ』（白井鐵造）

#### 星組
- 10月31日 - 11月28日　東京宝塚劇場
  - 『光明皇后』（平田都　作、春日野八千代　演出）
  - 『三つのワルツ』（白井鐵造）

### 宝塚・東京以外の公演

#### 宝塚アイスショー
- 2月2日　軽井沢
  - 『白鳥の湖』
  - 『宝塚オン・アイス・1958』

#### 雪組
- 3月30日 - 4月6日　名古屋・名鉄ホール
  - 『浦島もの狂い』（平井正一郎）
  - 『モン・パリ』（白井鐵造　構成）

- 4月8日 - 4月16日　中津川、土岐、岐阜、浜松、豊橋　
  - 『浦島もの狂い』（平井正一郎）
  - 『モン・パリ』（白井鐵造　構成）

#### 花組
- 5月3日 - 5月11日　犬山
  - 『花姿宝塚踊り』（白井鐵造　構成）

#### 宝塚アイス・レビュー
- 5月15日 - 5月18日　大阪・梅田リンク
  - 『花詩集・オン・アイス』（白井鐵造）

#### 花組
- 5月21日 - 5月26日　北九州八幡
  - 『花姿宝塚踊り』（白井鐵造　構成）
  - 『京鹿子・娘道成寺』
  - 『モン・パリ』（白井鐵造　構成）

- 5月29日 - 6月24日　福岡東宝劇場
  - 『花姿宝塚踊り』（白井鐵造　構成）
  - 『京鹿子・娘道成寺』
  - 『モン・パリ』（白井鐵造　構成）

#### 月組
- 6月10日 - 6月17日　北九州八幡、徳山、下松
  - 『唯ひとたびの』（高崎邦祐）
  - 『舞い込んだ神様』（植田紳爾）
  - 『日本の花』（高木史朗）

#### 雪組
- 7月7日　大阪・フェスティバルホール
  - 『宝塚花絵巻』

#### 花組
- 8月3日 - 8月10日　名古屋・名鉄ホール
  - 『船遊女』（西川鯉三郎　演出）
  - 『棒しばり』（水田茂）
  - 『新版・南の哀愁』（内海重典）

#### 雪組
- 9月14日・15日　和歌山
  - 『花の歌舞伎』
  - 『棒しばり』
  - 『モン・パリ』（白井鐵造　構成）

- 10月6日 - 10月10日　鷲津、静岡、敦賀
  - 『花の歌舞伎』
  - 『棒しばり』
  - 『モン・パリ』（白井鐵造　構成）

#### 月組
- 11月8日 - 11月13日　熊本、長崎
  - 『修善寺物語』（平井正一郎）
  - 『ブロードウェイ・シンデレラ』（高木史朗）

- 11月15日 - 11月20日　福岡・大博劇場
  - 『修善寺物語』（平井正一郎）
  - 『ブロードウェイ・シンデレラ』（高木史朗）

#### 星組
- 12月2日 - 12月19日　名古屋・名鉄ホール
  - 『光明皇后』（春日野八千代　演出）
  - 『ハイ・ティーン』（内海重典）

## 関連
- 三つのワルツ (1938年の宝塚歌劇)
- 三つのワルツ (1986年の宝塚歌劇)